# Moisdon-la-Rivière
Moisdon-la-Rivière é uma comuna francesa na região administrativa da Pays de la Loire, no departamento de Loire-Atlantique. Estende-se por uma área de 50,43 km². Em 2010 a comuna tinha 2 020 habitantes (densidade: 40,1 hab./km²).